# Aspyr Media
Aspyr Media, Inc. – firma z siedzibą w Austin w Teksasie. Specjalizuje się ona w przenoszeniu gier z platformy Windows na macOS oraz Linuxa. Firma powstała w 1996. Aspyr pracowała z firmami takimi jak Universal, Paramount, Warner Bros., LucasArts, Electronic Arts, Activision i Eidos.
W ostatnich latach zaczęto przenosić gry z konsol na Gameboya oraz Windows i wydawać gry, takie jak Wideload, Stubbs the Zombie in Rebel Without a Pulse na Mac OS, Windows i Xbox. Ponadto Aspyr wyprodukował i dystrybuuje kilka albumów i filmów dokumentalnych.
W 2021 zapowiedziano, że studio Aspyr Media stworzy pełnoprawny remake uznanej przez krytyków gry Star Wars: Knights of the Old Republic.

## Zabezpieczenia przed kopiowaniem
Aspyr używała zabezpieczenie SecuROM przed kopiowaniem płyt na PC, w grach takich jak Stubbs the Zombie in Rebel Without a Pulse i Dreamfall.

## Copy Protection-Free Era
W roku 2010 Aspyr ogłosił gry bez DRM, są nimi:

- Star Wars The Force Unleashed: Ultimate Sith Edition
- Call of Duty 2
- Call of Duty 4
- Call of Duty
- Call of Duty® : Modern Warfare® 2
- Call of Duty® : Modern Warfare® 3
- Civilization IV: Colonization
- Civilization IV
- Civilization IV: Warlords
- Civilization V
- Defense Grid: The Awakening
- Anno 1701
- Anno 1701: The Sunken Dragon
- 4x4 Hummer
- Cryostasis: Arktyczny Sen
- Death to Spies: Moment of Truth
- Death Track: Resurrection
- futureU
- Hotel for Dogs
- Made Man
- Men of War
- Men of War: Red Tide
- NecroVision
- Paraworld
- Puzzle Quest: Galactrix
- XIII Century Gold Edition